# メタルギア ライジング リベンジェンス
『メタルギア ライジング リベンジェンス』（METAL GEAR RISING: REVENGEANCE、略称: MGR）は、コナミデジタルエンタテインメントより2013年2月21日に発売されたメタルギアシリーズのアクションゲームである。プラットフォームはPlayStation 3、及び海外ではWindows、Xbox 360版も発売されている。開発は小島プロダクションとプラチナゲームズが担当。

## 概要
メタルギアシリーズのスピンオフ作品であり、『メタルギアソリッド2』（MGS2）の主人公であった雷電が主人公に返り咲いている。
本編シリーズは敵に見つからないように進む「戦略諜報アクション（ステルスアクション）」だが、今作は主人公の「雷電（Lightning Bolt）」に合わせ、「ライトニングボルトアクション」というオリジナルのジャンルとなった。敵兵を斬って内部のパーツを奪う「斬奪（ざんだつ）」、そしてどんな角度からも斬れる「自由切断」がセールスポイントになっている。キャッチコピーは「メタルギアが、キレた。」。
時系列は『メタルギアソリッド4』（MGS4）の4年後で、正史「メタルギア・サーガ」のその後を描く。小島秀夫が監督・脚本を担当した作品ではないためメタルギア・サーガそのものには含まれないが『メタルギアソリッド ポータブル・オプス』（MPO）同様にメインストーリーの流れを汲んだ作品である。

## 開発経緯など
2008年の『メタルギアソリッド4』発売後、小島秀夫は『メタルギアソリッドV』の大枠となる企画を作成し、それをもとに若手スタッフにシリーズを引き継がせようとした。しかし、スタッフはナンバリングタイトルの責任の重さを理由に難色を示し、「スピンオフ作品であれば制作可能」として企画・提案されたのが『メタルギアソリッド ライジング』であった。
小島はプロデューサーに専念し、ストーリーや企画内容には関与しない方針を取っていた。しかし2010年、小島が『メタルギアソリッド ピースウォーカー』の開発を終えた後に内容を確認したところ、世界観やキャラクター設定は整っていたものの、ゲームデザインが破綻しており、プロジェクトの中止も検討される状況となっていた。その後、小島はプラチナゲームズに協力を要請し、ゲームとしての完成に至った。
初めは『メタルギア ソリッド ライジング』というタイトルで発表され、時系列は『MGS2』と『MGS4』の間に位置したものというアイデアだった。
本作の存在が最初にほのめかされたのは、2009年にサンフランシスコで行われたGDC2009での小島秀夫による基調講演においてであった。講演は、今までのメタルギアシリーズの開発の流れを時代順にたどっていくもので、最後に表示された「The Next MGS」と題された画面上に雷電らしき影が映っていた。
今作の発表前に小島プロダクションは自社のWebサイト上でカウントダウンを開始。Webサイトは最終的に小島プロダクションのE3特設ページとなり、今作も掲載された。
トレイラー映像は小島秀夫の発表中に流されたが、今作では小島はプロデュースを行うのみと考えられていた。ポッドキャストの「Kojima Productions Report」によると、今作ではまったく新しいゲームエンジン（FOXエンジン)が使用されるという。
世界観やストーリーは決まっていたがゲームデザインが難航し、プロジェクト中止まで小島は考えていた。しかし、2011年にアメリカで開催されたVGA（Video Game Awards）2011においてプラチナゲームズが開発に加わることが発表され、時系列は『MGS4』の数年後の未来で雷電がPMSCs（民間軍事警備会社）に所属し、世界中にサイボーグが普及している時代に変更された。この時、タイトルも『メタルギア ライジング リベンジェンス』へ変更された。その結果、それまでの開発データは放棄し、全て一からの作り直しになった。PVでは『MGS4』に登場した月光やメタルギアRAYの発展機と思われるメタルギアが登場している。
E3 2012ではトレーラーが公開され、刀だけでなく槍やミサイルを使用している様子が公開された。また、初のプレイアブルコーナーが開設された。東京ゲームショウ2012ではトレーラーが公開され、停止中の仔月光を操り敵を排除する様子が公開された。
2012年10月発売の『ZONE OF THE ENDERS HD EDITION』のPS3版には本作の体験版のダウンロードコードが付属している。同年12月からはPlayStation Storeにおいて体験版が配信されている。
本作はシリーズで初めてXbox 360向けが新規で発売されたが、ディスクは海外版を入手する必要がある。
2013年5月17日にはMicrosoft Windows版の発売が発表され、翌年2014年1月9日に発売された。
2013年12月5日には、全ダウンロードコンテンツを収録したスペシャルエディション（事実上の廉価版）が発売された。
日本国内における発売日について
2012年8月30日、メタルギア生誕25周年記念パーティにて日本語版トレーラーとキャストの一部が公開された際、2013年初旬となっていた発売日が同年2月21日に確定した。
同年9月13日、諸事情により日本版 Xbox 360用パッケージの発売中止を正式に発表した。ただし、Xbox 360海外版はマルチランゲージで日本語字幕付き、またリージョンフリーであるため、日本のXbox 360本体でもプレイ可能である。国内版は海外版からの変更が加えられており、主に音声と字幕が日本語で、サイボーグのナノペースト（血）や切断面が赤ではなく白の表現となっている。
PS3本体同梱版について
2008年に発売された『MGS4』に続き、今作もPS3本体同梱モデルが数量限定で発売された。
備考
- シリーズ恒例のデモシーンの隠し要素（デモシーン中に特定のボタンを押すとズームアップや主観視点になるなど）は廃止されている。
- シリーズ恒例のコナミコマンドによる裏技は今作にも存在する。
- ボスバトルによっては敵の攻撃を1発食らっただけでゲームオーバーになる展開がある。
- 3次元コンピュータグラフィックスは英語音声に準拠している。

## あらすじ
雷電達の活躍で「ガンズ・オブ・ザ・パトリオット事件」が解決し、世論の反発が広がったことで大手民間軍事会社は小規模化。「愛国者達」による情報統制の解除によりサイバネティック技術が世に出ることとなり、高性能義肢への置換に転用されていった。その結果、義体で兵士達が自らを「兵士」として修復し、強化することでサイボーグ化できる時代となる。手術費とメンテナンス費は決して安くないが、手足を失い働けなくなった兵士達、傭兵達にとっては再雇用への道であり、生身の兵士や機械が主の戦場へサイボーグは投入されていく。雷電もその一人となり、サイボーグ化等の費用を受け持ち、その費用を契約兵士（コントラクター）として働かせて元を取るPMCも現れ、サイボーグは新たな少数勢力として戦場で役割を確立した。
新興国首相誘拐事件
雷電は民間警備会社のマヴェリック・セキュリティ・コンサルティング社に所属し、内乱状態から復興したアフリカ新興国のンマニ首相を護衛する仕事をしていたが、突如多数のサイボーグの襲撃により首相が拉致されてしまう。首相奪還の為、雷電は首相を攫ったサイボーグ達が乗った貨物列車へと向かうのであった。
アブハジア首都占拠事件
列車に到着した雷電であったが、ンマニ首相は殺害されてしまう。さらに敵のサイボーグの一人であるサムエル・ホドリゲスと戦闘になるが、その戦闘で雷電は人工複眼ユニットと左目、左腕を失い敗走。マヴェリック社社長のボリスの援護も虚しく、敵を逃がしてしまう。
その後の調べで、サイボーグ達の正体はアメリカのPMC・デスペラード・エンフォースメント社であること、さらにアブハジアの首都・スフミを占拠したテロリストに武力提供を行っていることが明らかとなる。ンマニ首相殺害から3週間後、新型ボディに換装した雷電は、アブハジア政府関係者の依頼によりスフミ奪還の為、潜入するのであった。
メキシコ研究所調査
アブハジアでのテロに投入されていた多数の兵器とサイボーグは、デスペラード社の資金力だけでは説明がつかないほどの量であった。デスペラード社の幹部・ミストラルを倒したものの、彼女らのバックに付いている存在については不明のままだった。その後、人権団体から、メキシコのとある研究所が人身売買や人体実験に関わっているとの通報を受けたマヴェリック社は、雷電をグアダラハラに派遣する。現地で出会ったジョージ少年から、その研究所がストリート・チルドレンを多数誘拐して脳を摘出し、サイボーグのコアユニットに改造して出荷しているという情報を得た雷電は、囚われた子供達を救出すべく急行する。
ワールド・マーシャル社突入
メキシコの一件で、脳の商品化を主導していたのはデスペラード社と、その背後にいた世界最大のPMC・ワールド・マーシャル社であることが判明した。マヴェリック社に所属したままでは行動に制限が出ると判断した雷電は、マヴェリック社を辞し、たった一人でアメリカのデンバーにあるワールド・マーシャル社に突入することを決意する。その戦いの中で「人斬り」としての自分と向き合った雷電は、かつて「切り裂きジャック（ジャック・ザ・リッパー）」と呼ばれていた頃の本性をむき出しにし、デスペラードの幹部であるモンスーンを撃破する。
アメリカ合衆国大統領暗殺阻止
ワールド・マーシャル社の最奥において、デスペラードの幹部・サンダウナーと対峙して撃破した雷電は、サンダウナーが残した「3時間後に大きな需要が生じる」という言葉から、ワールド・マーシャル社とデスペラード社が次なる目標として、アメリカ合衆国大統領の暗殺を企んでいることを看破した。彼らは大統領をテロリストの仕業に見せかけて暗殺することで、かつてアメリカ同時多発テロ事件後に起こった「対テロ戦争」を再発させ、自分達の需要を拡大しようとしているのだった。大統領は首脳会談のためにパキスタンに向かっており、タイムリミットの3時間後に間に合うためには最新鋭の宇宙往還機が必要になる。それをサニーから借り受けてパキスタンへ向かおうとする雷電だが、最大の宿敵「ジェットストリーム・サム」ことサムエルが立ちはだかる。

## ゲームシステム
主人公を操作し、目標地点に到達させる事が目的。従来のメタルギアシリーズとは異なり、敵に見つからないよう進むステルスアクションではなく、障害となる敵を排除しながら進んでいく形となる。

### 難易度
難易度の比較はNORMALを基準として表記。
EASY
- 敵のライフがNORMALの4分の3、攻撃力がNORMALの2分の1になる。
- 攻撃時の燃料電池の回復量が多くなる。
- 斬撃モード時の燃料電池の消費量が少なくなる。
- 斬撃モード時に敵に表示されるARマーカーの大きさが大きくなり、斬撃しやすくなる。
- シノギをセミオートで行うイージーアシストを選択できる。
- 一部のおまけ要素や称号が獲得できない。

NORMAL
- 通常の難易度。

HARD
- 敵のライフ、攻撃力がNORMALの1.5～2倍になる。
- 攻撃時の燃料電池の回復量が少なくなる。
- 斬撃モード時の燃料電池の消費量がやや多くなる。
- 怯んでいない敵に斬撃モードを行うと敵兵が防御態勢を取る。

VERY HARD
- 敵のライフ、攻撃力がNORMALの2～3倍になる。
- 攻撃時の燃料電池の回復量が少なくなる。
- 斬撃モード時の燃料電池の消費量が多くなる。
- 敵の配置が変化し、序盤から強力な敵が出現する。

REVENGEANCE
- 敵のライフがNORMALの2～3倍、攻撃力がNORMALの8～10倍になる。
- 攻撃時の燃料電池の回復量が少なくなる。
- 斬撃モード時の燃料電池の消費量がかなり多くなる。
- 敵の種類や数はVERY HARDと同じだが、攻撃が激しくなる。
- シノギカウンターの威力が、中ボスを一撃で葬れるほど大幅に上昇する。

### キャラクターの操作
移動は左スティックでの通常移動のほかR1ボタンを押しながらによる「ニンジャラン」という素早い移動が出来るようになり、多少の段差も壁を蹴ってよじ登ったり、少ししか隙間のない場所をローリングやスライディングで潜り抜けることも出来る。またニンジャラン中はマシンガン等の銃撃を弾いて防ぐことが出来る（爆発物系の武器等防げないものもある）。また、ホフク移動が出来なくなっておりホフクボタンであった×ボタンはジャンプボタンになっている。
攻撃は刀による通常攻撃とグレネードやミサイルを装備して行うサブウェポン、そして個々に特徴のあるユニークウェポンとなる。
通常攻撃は□ボタンで行う弱攻撃と△ボタンによる強攻撃があり（ホールドや入力順序により様々な攻撃に派生するコンボが可能）、さらにニンジャラン中に□ボタンを押すことでダッシュ攻撃、△ボタンを押すことでスライディングを行うことが出来る。ユニークウェポン装備中は△ボタンがユニークウェポン使用ボタンとなる。サブウェポン攻撃は十字キー左右ボタンを押してメニュー画面を表示してサブウェポンを装備後、L2ボタンで構えR1ボタンで使用する他に、短くL2を押す事で正面に向け即時使用することが可能。

### シノギ
敵の攻撃に対して敵方向に左スティック入力＋□ボタンで「シノギ」により攻撃を弾くことが出来る。攻撃を引きつけてからシノギを行うと強力な「シノギカウンター」が発動する。シノギ自体は敵も行ってくる。
敵が黄色のエフェクトを出すつかみ技や一部の強力な攻撃はシノぐことができず、シノげてもダメージを受けてしまう。

### ニンジャキル
敵に気づかれていない状態で敵の背後または上空から近づいて○ボタンを押すことで「ニンジャキル」による暗殺を行うことが出来る。暗殺後は敵の装甲の耐久値がゼロになり、電力ゲージが一定量まで回復するため後述の斬奪を行うことが可能となっている。

### チャンスアタック
連続でダメージを与える等で敵が気絶状態になった時に発動できる攻撃。専用のアクションを行い装甲の耐久値を強制的にゼロにする。この時に斬撃モードに入ることもでき、その際電力ゲージが一定値まで回復する。

### レーダー・マップ
画面右上には『MGS2』以来となるソリトンレーダーが復活している。しかし、『MGS2』とは異なり、敵の視界が円錐状に表示されていない。また、敵に発見されている状態でもソリトンレーダーを使用できる。
また、静止中に十字キー上ボタンを押すと赤外線や雷電の視覚情報を拡張現実(AR)として投影するオーグメントモードとなり、敵の位置や人質となっている市民の位置、アイテムの位置、破壊可能なオブジェクト等を知ることが出来る。

### 無線通信
過去のメタルギアシリーズと同様、SELECTボタンを押すことで登場人物との無線通信を行うことができる。今作では登場人物との無線通信の他に、カスタマイズやVRミッションの項目がある。
なお、無線画面からカスタマイズ及びVRミッション実行後は、最後にセーブしたチェックポイントまで戻されてしまう。

### 斬撃モード
L1ボタンを押すと電力を消費して周囲の時間がゆっくりとなる「斬撃モード」となり、視点は肩越しになり、□ボタンで横斬り、△ボタンで縦切りを行う他、右スティックの入力方向に刀を振るう「自由切断」を行うことが出来るようになる。また、斬撃モード中に敵の身体に表示される赤い四角形のARマーカーの位置を切断後、○ボタンを押すことで、内部パーツを奪う「斬奪」を行うことが出来、雷電の体力とエネルギーを回復させることが出来る。
電力ゲージが充分に溜まっていない場合、切断はできるが、スローにはならず、斬奪もできない。
敵によってはいきなり斬奪を行うことはできず、攻撃を加えて装甲の耐久値を減らすことで各部位が青く表示され、その状態となった部位のみ切断が可能になる。
なお、電力については、斬奪以外にも敵を通常攻撃で攻撃することで刀を通して吸収することが出来る。
また、L3ボタン（左スティック）を押しながら倒すことで斬撃モード中でも移動が可能である。

### 建造物・オブジェクト
本作では一部の壁や建造物を除いて自由に切断することが出来、柱やフェンスを切断して道を切り開いたり、オブジェクトを切断してその残骸に敵を巻き込むことも出来る。斬撃モード中は敵が放ったグレネードやミサイルを切断することが出来る。

### 進行状況のセーブ
本作では特定の場所まで進んでチェックポイントを通過する毎にオートセーブされる。
また、無線通信で過去のメタルギアシリーズと同様にセーブを受け付けている。

### カスタマイズ
敵サイボーグの左腕の切断や斬奪等、プレイ状況によってバトルポイント（BP）というポイントが加算され、一定量溜まるとタイトルメニュー画面内や無線通信内のカスタマイズで雷電のカスタマイズを行うことが出来るようになる。
カスタマイズでは、使用する技の追加や武器の発明・強化、ライフ・エネルギーの増加、コスチュームの追加を行う。ダウンロードコンテンツでしか手に入れられないコスチュームと武器もある。

### リッパーモード
ストーリーをある程度進めることで開眼する特殊な能力。電力ゲージがFULLの状態でL3ボタンとR3ボタン同時押しで発動。電力を常に消費する代わりに通常攻撃が強力になり、装甲が厚く強化された敵すらいとも容易く切り裂くことが出来るようになる。リッパーモード中に斬撃モードを発動した場合、通常よりも更にスローモーションになる。

## 登場人物

### マヴェリック社側
正式名称「マヴェリック・セキュリティ・コンサルティングInc.」。2014年に設立されたばかりの民間軍事警備会社。PMCとは少々異なるため業務はやや限定され、PMCコントラクターの感情制御を職業倫理維持の為に禁止している。
雷電
声 - 堀内賢雄
本作の主人公。銀髪のサイボーグ。
我流で剣術を習得し、その過程で日本の『活人剣』の思想に行き着き、「弱き者を救うため」に剣を振るうことを誓っている。
相変わらず妻であるローズの料理は下手らしく、味覚センサーのオンオフは重宝している。一方でケヴィンに子供の良さを説いたり、あまり長く家を空けると顔を忘れられることを憂うなど、息子への親バカぶりが露見している。他にも、時々軽い冗談やジョークを言う。
狂気の少年兵だった頃の自分に戻る事を恐れており、それから目を逸らすように理性と活人剣によって封じ込めていた。しかし、モンスーンの言葉をきっかけに己と向き合い、自身の本性を受け入れた後、家族や仲間と築いた絆や当人の良識によって、一殺多生の活人剣の体現者となる。
ボリス・ヴャチェスラヴォヴィチ・ポポフ
声 - 菅生隆之
代表取締役。ロシア出身。ミッション中は主に戦術・攻略等のアドバイスを担当している。
かつては旧ソ連軍に所属し、セルゲイ・ゴルルコビッチ大佐とも知り合いだった。ガンズ・オブ・ザ・パトリオット事件以降、レジスタンス「失楽園の戦士」と雷電へ職の提供を兼ねてマヴェリック社を立ち上げた。
ジェミニ
マヴェリック社に所属する双子の黒人サイボーグ。オープニングミッションにてンマニ首相の警護についていた。雷電同様に高周波ブレードで武装しておりデスペラード社のサイボーグを一蹴する戦闘能力を持つが、サンダウナーの襲撃に遭い二人とも人間であれば即死に至るほど重篤なダメージを受けた。辛うじて頭部への酸素供給が間に合ったことで生存している。
コートニー・コリンズ
声 - 沢城みゆき
大学では裕福な生活を送るため経済学を勉強していたが経済が主となる社会の仕組みに疑問を感じ、マヴェリック社へ入社。ンマニ首相の護衛の際は現地コーディネーター、アブハジア以降はモニター・セーブ担当。
カップを机の縁に置く癖があり、雷電ら同僚曰く「おっちょこちょい」でありカップを落としたりしている。
食べ歩きが趣味で、事前調査という名目で初めていく地域の料理を食べ歩いている。目下の悩みは体重の増加で、太らないならサイボーグ化も悪くないと思っている。彼女曰く「仔月光」は可愛いらしいとのこと。
ケヴィン・ワシントン
声 - 中村悠一
ドレッドヘアの正社員。雷電の同僚でコートニーの大学のOB。コートニーの友達が彼を紹介、コートニーが彼をOB訪問した。ミッション中は主に現地の情勢･文化・企業や著名人等の情報提供を担当している。ノリは軽いが、時事や情勢に明るく知的な会話を好む文化系。
国連と連携を取るNGOにてDDR業務に携わっていたが、活動に限界を感じ始めていたところに現場でボリスと知り合い意気投合し、マヴェリック社に加わる。運動が得意そうに見えるが運動オンチ。雷電曰く、女の好みに細かすぎるらしく、ナンパはいつも空振りしている。
ヴィルヘルム・フォークト
声 - 麦人
別称ドクトル。東ドイツ出身の技術者。アブハジア‐スフミ奪還作戦において雷電達に無線サポートを行う。雷電の特殊作戦用義体の制作者で、武器等も条件を満たせば作ってくれる。
冷戦時代は対ソ連用歩行兵器の研究に没頭していたが冷戦終結により失業。「筋電義肢」の話を聞きロボット工学の知識を活かして研究を始めようとドルトムントで再スタートを切る。紹介を受けた契約兵士から筋電義肢製作の依頼が絶えない技術者となり、資本主義を歓迎している。
サイボーグは人類の進化系と言って憚らず自身もいずれサイボーグ化したいと思っているが、自分より未熟な技師に施術して欲しくないためお預けとなっている（美しい女性型義体にしたいとのこと）。
今まで知的好奇心の赴くままサイボーグの研究をしてきたが、ED後に今回の件がパラダイムシフトとなり、サイボーグの認知･社会復帰など、施術後の人生についても尽力するようになり、サイボーグの社会的地位確立に向けてボリスが立ち上げたサイボーグ派遣会社設立に協力した。
LQ-84i「ウルフ」
声 - 細谷佳正
デスペラード・エンフォースメントLLCのR＆Dが開発していた「音声対話と自己判断が出来る人間とサイボーグに代わる兵器」。光ニューロAIはノイマン型コンピュータと違い人間に近い構造である事に着眼し、AIのニューロンを900億にして丸3年かけ会話が行えるようになった。しかし、高度すぎる知能がゆえに、なぜ戦うのかという疑問を持ち始め、「敵を殲滅して初めて価値を持つ「兵器」としては役に立たない」とモスボール保管され（海外版ではシャットダウンされたとなっている）、LQ-84のプロトタイプボディに納めて再稼動された。
自律行動の為に搭載されたAIに自我が発生していると自称し、己の消去を免れる為に、兵備として自身を保有するデスペラード社の命に従う。初登場時の兵装は背中にマウントされたチェーンソーと熱溶断機能を備えた投げナイフで、それらを尾の位置から伸びているマニピュレーターで把持し、使用する。
サムとの交戦で一度、雷電との交戦で二度ボディを破壊されるが、雷電によりAI部は回収されてドクトルの手によって新たなボディにAIが移され、ウルフ（海外版の型番は「canine」と「thousand」を掛けたK-9000）として雷電と共に行動しながら、自分の指標を作ることを目指すようになる。
追加シナリオ『BladeWolf』では主人公として登場。

### デスペラード社側
正式名称「デスペラード・エンフォースメント・LLC」。地域紛争への介入、麻薬取引、人身売買を行うPMC。タックス・ヘイヴンを有効活用しており、サイボーグ兵士が他社と比べ多数。メタルギアシリーズの装備一覧も参照。

#### 破滅を呼ぶ風（ウィンズ・オブ・デストラクション）
デスペラード社の幹部陣。全員が『風』の名を冠するコードネームを持つことからこう呼ばれている。一般の契約兵士とは異なるボディと武器を持っている。
サンダウナー
声 - 西田健
デスペラード社の実質的なリーダーと目される巨漢の男性サイボーグ。
米陸軍時代から捕虜への虐待や民間人への無差別攻撃を行っていた。2000年代初頭にPMCへ転向するが、IEDにより負傷し、サイボーグになった。戦乱こそが人類の本質と考え、残虐性において雷電よりも純粋な存在と自称する。ウルフの発言から、時折インテリぶった振る舞いをする癖があるようだ。
LQ-84iのAIに興味を持ち再起動するよう命じたが、飽きた後はミストラルに譲っている。
片方の腕に連結することで鋏にもなる扱大型の高周波マチェーテ「ブラッドラスト」を扱う二刀流の使い手。巨大な鉄柱を容易く振り回す腕力を持つ。背中から伸びる6本のアームには爆発反応装甲の盾を装着し、相手に直接殴りつけて爆発させることもできる攻防一体の装備となっている。
ミストラル
声 - 朴璐美
デスペラード社唯一の女性サイボーグ。ドルザエフの依頼によりアブハジアに派遣され、占拠した同国石油精製プラントからサイボーグ兵士と無人機の指揮を執っている。
アルジェリアの生まれ。両親を殺され、犯人を殺したことをきっかけに、人を殺す才能を育む事を決める。外人部隊に入りフランスの国籍を取得、その後PMCコントラクターの職につく。機械的にただ命令に従って戦う事に飽きているようで、理想や使命に殉じることに憧れを抱いている。LQ-84iをサンダウナーから譲られ、指示を聞きさえすればLQ-84iを優遇していた。
戦闘時は大量の「仔月光」の腕を取り外して自身の体に装着し、14本腕の異形の姿となる。腕がなくなった仔月光のボディは手投げ弾として用いる。仔月光の腕を組み合わせて一直線に硬直させ、両端の手に刃物を持たせた槍「エトランゼ」は、通常の槍の使用法の他に、硬直を解除してしならせることで鞭として打つ、両端の手で敵を掴むなど様々な応用が可能。
モンスーン
声 - 江原正士
頭部はバイザーで覆われ通常は口元のみ露出しているが、戦闘時は口元もマスクで覆われ、完全に顔が隠れる構造になっている。電磁力の媒介となる2つの釵「ディストピア」により自分の義体を分裂し、攻撃･回避等を行う他、金属を含む大きな物を宙に浮かしてぶつけてくる。ポケットの中身は赤外線ゴーグルを無効化する赤リンの混ざった煙幕手榴弾。
カンボジアの生まれでクメール・ルージュの大虐殺の生存者。雷電に「人間の意志はミームという心の遺伝子によって支配されている」と語り、「破壊と殺戮のミーム」を説いた。そしてその語りはサムエルの策で動揺していた雷電を目覚めさせ、理性で封印していた快楽殺人者「ジャック・ザ・リッパー」のミームを呼び覚ます切っ掛けになった。
カムシン
声 - 小山力也
大型獣脚二足歩行兵器のような巨体を持つ男性サイボーグ。本編には登場せず、追加シナリオ『Blade Wolf』に登場する。
頭が固いため、テクムセ作戦の真意を聞かされる程の信頼を得られていない。アメリカ式の自由と資本主義を信じており、それを広めるために戦うと自称している。
元は海兵隊所属で、湾岸戦争での「砂漠の剣」作戦の成功に大きく貢献した。任務に忠実だが、忠実すぎて融通が利かず、イラク戦争時の部隊内部でのトラブルが原因で除隊。
PMCコントラクターになってからは給料のほとんどを自身の強化に費やし、大型獣脚二足歩行兵器のような規格外の巨大なボディを得た。
前述のとおり、大型獣脚二足歩行兵器のようなボディは操縦しているのではなく、手足の延長線上の存在である。下半身は完全に大型ボディの中に組み込まれている。
チェーンソー型の刃を持つ大型の斧を使用するが、斧自体があまりにも巨大な為、義体の出力をもってしても振り回す事は容易ではなく、補助のために刃の反対側と柄の部分にジェット噴射機構を内蔵し、その燃料を溜めるプロペラントタンクを刃の根本に2本装備している。

### 幹部以外
サムエル・ホドリゲス
声 - 平田広明
別名、ミヌアーノまたはジェットストリーム・サム。フリーランスの傭兵。デスペラード社の幹部陣からは「サム」と呼ばれる。
ブラジルの剣術道場を営む家の生まれ。弟子の1人にマフィア絡みの事情で父親を殺されており、その報復を行う際、SOPもサイボーグ技術も普及していない2000年代初頭に重火器を装備したマフィア集団を生身のまま刀一本で殲滅した伝説を持つ。自分で仇を討ってからは正義を掲げ中央・南アメリカの裏社会で戦っていたが、アームストロングとの戦いに敗北し右腕を失う。彼の陣門に下り、右腕から右胸あたりまでを人工筋肉に改造している。そのため全身サイボーグ化が当然のPMCコントラクターでは珍しく、ほとんど生身。リベリアに金髪の人種はいないが、英語版では雷電を「金髪」と呼んでいる。赤い刀身を持つ高周波ブレード「ムラサマ」が武器。この「ムラサマ」は元々切れ味の良い名刀を素体に高周波ブレード化しているため、雷電の持つ一般的な刀を高周波ブレード化した物より威力が高く、鞘には居合切りの威力を高めるために高周波ブレードを高速射出する機構が組み込まれている。
追加シナリオ『Jet stream』では、主人公として登場。腕試しと称してワールド・マーシャル社に単身乗り込む。この時点では右腕は失っておらず、完全に生身の人間である。
スティーヴン・アームストロング
声 - 石塚運昇
コロラド州上院議員であり、2020年の大統領候補の一人。PMCの業界最大手のワールド・マーシャル社と癒着しており、マーシャル社の本社があるデンバーを実質的に統治している。夢の実現のためにデスペラード社と結託している。日本とその文化を毛嫌いしている様子で桜の木や日本庭園を見て不機嫌な表情を見せている。
大学時代にアメリカンフットボールで鍛えた肉体と海軍での従軍経験の他、最新のナノマシン技術から得た肉体硬化・治癒・筋力強化・パイロキネシス・機器からのエネルギー吸収能力を持っている。その力を発揮するために通常の倍近い大きさの人工心臓に代えており、雷電達とは別系統のサイボーグと言える。敵には容赦しないが、自分の理想に理解を示す者には敵対する相手であろうと寛大な態度をとる。
パキスタンのシャバッザバード基地にて、メタルギア・エクセルサスに乗り込み、大統領暗殺を食い止めに来た雷電を待ち伏せていた。テロを発端とした情報戦で国民の意識を対テロ戦争へと向け、経済活動としての戦争によってアメリカの影響力を復活させるという理想を語った後、彼と激突。エクセルサスを大破させられると「俺が直接ぶちのめしてやる」と宣言し、その残骸から電力を吸収して、より強靭な肉体へと変化した。人間を遥かに超える重量の雷電を軽々と投げる、フットボールのように蹴り飛ばすなど、肉弾戦で彼を圧倒していく。
戦いの最中、雷電に「おまえの目的は結局、金と支持率」「おまえなどなんの信念も無い、クソにたかるウジ虫野郎だ」と理想を全否定されるが、実は「アメリカを弱肉強食の国に作り変える」「気に入らない輩を暴力で黙らせても問題にならない社会の実現」という野望を抱いている。雷電を一方的に叩き伏せながら、その理想をマーティン・ルーサー・キングの如く演説してみせた。
雷電もその思想には一定の理解こそ示したが「その理想が実現すればかつての自分自身のような弱者が虐げられる社会が再び生まれてしまう」という一点において決して相容れず、両者は互いに「気に入らない奴をぶん殴る」ために最後の戦いに挑むこととなる。
追加シナリオ『Jet stream』でも最終ボスとして戦うこととなるが、本編より多少強化されている。

### その他
ンマニ首相
声 - 福田信昭
アフリカにある新興国の首相。内乱状態から3年で復興を遂げた建国の英雄と称えられていた。コードネームから雷電を「ミスター・ライトニングボルト」と呼んでいる。
マヴェリック社に護衛されていたが、反政府勢力と契約したデスベラード社の襲撃により拉致された後、救出に駆けつけた雷電の眼前でサンダウナーに殺害される。
各部族に対して平等かつ真摯に話を聞き、可能な限り平等な政策を行ってきた人格者であり、政治に疎い雷電でも、その人柄を立派な人間だったと称えていた。
アンドレイ・ドルザエフ
声 - 立木文彦
アブハジア首都占拠事件の首謀者。2015年のロシア地下鉄爆破テロや本編の1年前に起こったグルジアでの連続テロ事件にも関与している人物。自称チェチェン人。
ロシアの後ろ盾による独立や復興を快く思わず、アブハジアの真の独立を謳っている。デスペラード社に武力の提供を依頼していたが、ミストラルの死によって石油プラントを道連れに自爆した。
ジョージ
声 - 田村睦心
雷電を「ニンジャのアニキ」と慕うガイアナ出身のストリートチルドレンの少年。地元マフィアに拉致され、デスペラード社が協力する企業に囚われるも脱走。地下水道で無人機に襲われている所を雷電に助けられた。
雷電からの連絡を受けてコートニーの要請により、マヴェリック社の現地スタッフが回収しようと探すも、デスペラード社の協力企業の人間たちに連れ戻された後、研究所の所長によって人質にされてしまう。今にも殺されようとしている他の子どもたちの為に覚悟を決め、自分を所長ごと斬るように叫び、雷電に斬られて右腕の肩から先を失った。その後、ドクトルによってサイボーグ化され、今の自分なら雷電の力になれると満足し、ワールド・マーシャル本社に単身乗り込もうとする彼に同行を願い出たが、雷電の「自分のような人生を送って欲しくない」という思いから、頑なに拒否された。
EDではサイボーグ派遣社員第一号として民間企業「ソリス」で働いている。
サニー・エメリッヒ
声 - 井上喜久子
2011年にエリア51から雷電とボリスが連れ出したオルガの娘。
MGS4の後、1年間学校に通い、ソリス・スペース＆エアロノーティクスに入社した。性格が明るくなっており、吃音症も治っている。タンカー事件の際の母と似た服を着て、銀髪（なお、義祖母に当たるストレンジラブも銀髪）にナオミとの思い出である青いバラを模した髪飾りをつけている。ズボンには「オタ魂」の刺繍もある。嫌煙家。
遺伝的プログラミングを利用し宇宙往還機（宇宙を往復出来る飛行機）を独自企画。膨大な知識を活かし20歳以下でビジネスリーダーとなる。
オタコン達から雷電の過去を聞いているが、現在の自分があるのは彼のおかげだと感謝している。将来の目標はオタコンが生きている間に木星への宇宙飛行を可能にすること。ウルフを気に入って引き取り、「ブレードウルフ」と名付けた。
ソリッド・スネーク
声 - 大塚明夫
2018年までに故人となっている伝説の兵士。DLCとして実装された｢木刀蛇魂｣使用時に声のみ登場。

## DLC
本作を購入後、公式サイトにてダウンロードできる追加コンテンツ。
第1弾 ｢VR MISSION｣
2013年4月2日に配信。VRミッションの全30種類とメインウェポン｢木刀蛇魂｣の追加。
第2弾 ｢JETSTREAM｣
2013年4月9日に配信。サムエルの過去を描いたサブストーリーとVRミッションの全5種類の追加。
第3弾 ｢BLADE WOLF｣
2013年5月9日に配信。LQ-84iの過去を描いたサブストーリーとVRミッションの全5種類の追加。

## WEBラジオ
2011年12月11日から小島秀夫の公式ブログ「HIDEOBLOG」でRISING RADIO REVENGE OF KORE-Pが配信された。
パーソナリティ
- 森一丁

スタッフ
- 企画・プロデュース：是角有二
- 構成：北村隆明、玉利越（#001）
- スーパーバイザー：村岡一樹
- 録音：島野真好
- 選曲/編集：安井裕一、島野真好
- サウンドディレクター：島野真好
- テーマ／ジングル作曲：Forssell Nils、Ludvig Anders
- テーマ／ジングル監修：本田晃弘
- ロゴ・デザイン：八代肇
- コーディネート：大石次郎、中本昌宏
- WEB：北村隆明
- エグゼクティブ・プロデューサー：小島秀夫

ゲスト
- #001,#002（2011年12月11日,2012年1月27日）是角有二（小島プロダクション・MGRプロデューサー）
- #002（2012年1月27日）齋藤健治（プラチナゲームズ・MGRプロデューサー）
- #002（2012年1月27日）玉利越（小島プロダクション・MGR脚本）

サブタイトル
| 放送回 | 配信日         | サブタイトル         |
| ------ | -------------- | -------------------- |
| #001   | 2011年12月11日 | -                    |
| #002   | 2012年1月27日  | 『反響にリベンジ！』 |

## らいでんくん
公式サイト内にて公開されている４コママンガ。作画は中川いさみが行っている。不定期更新。
登場人物
- らいでんくん
本作の主人公。しゃべっている様子がほとんどない。怖いものが苦手で、怖いものが出るとバイザーで隠す。
- コゲッコー
しゃべる紫色の仔月光。腕を取られてはらいでんくん達から酷い扱いを受けている。少々待遇が悪い。
- ミストラルさん
Vol.5から登場。

サブタイトル
| 話数  | 公開日        | サブタイトル                   |
| ----- | ------------- | ------------------------------ |
| Vol.1 | 2013年2月21日 | らいでんくんが呼んでいる       |
| Vol.2 | 2013年3月1日  | らいでんくん何を観てるの？     |
| Vol.3 | 2013年3月7日  | またらいでんくんが呼んでいる！ |
| Vol.4 | 2013年3月14日 | 何か思いついたらいでんくん！   |
| Vol.5 | 2013年3月21日 | ミストラル姉さん練習中         |
| Vol.6 | 2013年3月29日 | コゲッコー謎の動き             |
| Vol.7 | 2013年4月4日  | 何がしたいのらいでんくん!?     |
| Vol.8 | 2013年4月11日 | ミストラルさんの挑戦！         |
| Vol.9 | 2013年4月18日 | 誰かが私を操っている！         |